# World Team Challenge 2013
World Team Challenge 2013 (oficjalnie R(H)EINPOWER-Biathlon-WTC 13) – dwunasta edycja pokazowych zawodów biathlonowych, które zostały rozegrane 28 grudnia 2013 roku na stadionie Veltins-Arena w Gelsenkirchen. Zawody złożone były z dwóch konkurencji: biegu masowego i biegu pościgowego.
Poprzednie zawody wygrali Rosjanie Jekatierina Jurłowa oraz Anton Szypulin.
W zawodach zwyciężyła niemiecka para Laura Dahlmeier i Florian Graf.

## Wyniki
| Pozycja | Zawodnicy                                   | Reprezentacja | Czas    |
| ------- | ------------------------------------------- | ------------- | ------- |
| 1.      | Laura Dahlmeier Florian Graf                | Niemcy        | 32:28,1 |
| 2.      | Ołena Pidhruszna Andrij Deryzemla           | Ukraina       | +0:04,7 |
| 3.      | Teja Gregorin Jakov Fak                     | Słowenia      | +0:16,5 |
| 4.      | Fanny Welle-Strand Horn Emil Hegle Svendsen | Norwegia      | +0:38,2 |
| 5.      | Tora Berger Henrik L’Abée-Lund              | Norwegia      | +0:42,4 |
| 6.      | Gabriela Soukalová Ondřej Moravec           | Czechy        | +0:53,9 |
| 7.      | Dorothea Wierer Lukas Hofer                 | Włochy        | +1:28,4 |
| 8.      | Andrea Henkel Andreas Birnbacher            | Niemcy        | +1:29,0 |
| 9.      | Lisa Hauser Dominik Landertinger            | Austria       | +2:06,3 |
| 10.     | Jekatierina Jurłowa Maksim Czudow           | Rosja         | +2:27,2 |